# Lo importante es amar
Lo importante es amar es una película del director polaco Andrzej Zulawski protagonizada por Romy Schneider y Fabio Testi. Se basa en la novela La nuit americaine de Christopher Frank, también guionista de la película. Schneider ganó el premio César por su interpretación.

## Sinopsis
Un fotógrafo free-lance (Fabio Testi) se cuela en el rodaje de una película porno para robar las instantáneas de una actriz (Romy Schneider). Ésta advierte su presencia y le pide que no se las haga puesto que "es una actriz seria que hace esto para comer".
A pesar de que la actriz está casada con un coleccionista de fotografías de cine (Jacques Dutronc), él no consigue olvidarla; pide dinero prestado a un hampón y financia -en secreto- una obra de teatro que puede suponer un espaldarazo a la carrera de ella (con la esperanza de llegar a seducirla). 
Empieza así una de las historias de amor más locas del cine europeo.

## Reparto
- Romy Schneider: Nadine Chevalier.
- Fabio Testi: Servais Mont.
- Jacques Dutronc: Jacques Chevalier.
- Claude Dauphin: Mazelli.
- Roger Blin: el padre de Servais.
- Gabrielle Doulcet: Madame Mazelli.
- Michel Robin: Raymond Lapade.
- Guy Mairesse: Laurent Messala.
- Jacques Boudet: Robert Beninge.
- Katia Tchenko: Myriam.
- Nicoletta Machiavelli: Luce.
- Klaus Kinski: Karl-Heinz Zimmer.
- Paul Bisciglia: el asistente de director.

## Recepción

### Crítica
Al revisar la versión completa en francés en Film Comment, Ela Bittencourt la calificó como una de las mejores películas de Żuławski y un «retrato apasionado de la dignidad y las indignidades del trabajo de un actor». También elogió la «cámara fluida y errante del director ... tan atenta a cada punzada, punzada o el menor indicio de agonía que parece exponer los nervios de los personajes».

### Reconocimiento
- Premios César
  - César a la mejor actriz a Romy Schneider -  Ganadora
  - César al mejor montaje a Christiane Lack - Candidato
  - César al mejor decorado a Jean-Pierre Kohut-Svelko - Candidato